# قربان أباد (غرغان بوي)
قربان أباد (بالفارسية: قربان‌آباد) هي قرية تقع في إيران في قسم غرغان بوي الريفي. يقدر عدد سكانها بـ 1,209 نسمة .